# Крвава новчаница
Крвава новчаница је осми студијски албум загребачке музичке групе Бркови.
На албуму се налази девет песама које су снимљене у студију Пикник у Новом Саду. Састав Бркова је у међувремену измењен па су на албуму свирала двојица нових гитариста, Ален Влајнић и Игор Паспаљ. За песму Више ни панкери не слушају панк снимљен је спот.